# 有村章
有村 章（ありむら あきら、1923年12月26日 - 2007年12月10日）は、日本の生理学者。医学博士。チューレーン大学名誉教授。慶應義塾大学医学部客員教授。

## 人物
鹿児島県鹿児島市出身。旧制の鹿児島県立第二鹿児島中学校および第七高等学校卒業。1951年名古屋大学医学部卒業後、イェール大学での研究生活を経て、1965年からチューレーン大学でアンドリュー・ウィクター・シャリー博士の下で、視床下部ホルモンの研究に従事した。ノーベル生理学医学賞（1997年）を受賞したシャリー博士の研究には、3人の日本人（有村章、馬場義彦、松尾寿之）が直接的に貢献したと言われているが、有村博士は、そのうちの1人。
その後、有村博士は、1985年日本の財界の協力を得てチューレーン大学・日米協力生物医学研究所（U.S.－Japan Biomedical Research Laboratories）を設立、同研究所長となり、そこを拠点として、神経科学の発展に貢献した。特に、1989年には、脳疾患治療への応用が期待されるペプチド、PACAP（脳下垂体アデニレートサイクラーゼ活性化ポリペプチド）を発見している。
2007年12月10日、肺炎のためアメリカ・ルイジアナ州ニューオーリンズ市の自宅にて死去（享年83）。

## 著書
- 『私たちのワンダフルライフ：神経ペプチドに魅せられて』有村章、有村勝子 工作舎、2017年 ISBN 978-4-87502-489-7

## 経歴
- 1951年 名古屋大学医学部卒業
- 1957年 博士号取得（生理学）
- 1965年 チューレーン大学（アメリカ）研究者
- 1985年 チューレーン大学・日米協力生物医学研究所を設立
- 1989年 PACAP発見
- 1995年 勲三等旭日中綬章受章